# ヨニ・ラソ
ヨニ・ラソ（Yoni Lasso、1984年11月22日 - ）はパナマ・パナマ市出身の元プロ野球選手(内野手)。

## 経歴
2006年開幕前の3月に第1回WBCのパナマ代表に選出された。

## 詳細情報

### 代表歴
- 2006 ワールド・ベースボール・クラシック・パナマ代表